# گوابیگر
گوابیگر (به انگلیسی: Gwabegar) یک شهرک در استرالیا است که در نیو ساوت ولز واقع شده‌است.